# Вест-Хилл-Клифф Рэйлвэй
Фуникулёр «Вест-Хилл-Клифф Рэйлвэй» (также Вест-Хилл Лифт; англ. West Hill Cliff Railway) — рельсовое транспортное средство с канатной тягой в городе Гастингс (Восточный Сассекс), обеспечивающее доступ к замку Гастингс. Введен в эксплуатацию 28 августа 1891 года.

## История
Строительство линии было начато в 1889 году частным оператором Hastings Lift Company. Строительство было воспринято негативно среди населения, а это означало, что для завершения работы потребовалось больше времени, чем планировалось изначально, а затраты на строительство были более чем на 50 % выше, чем предполагалось. Линия открылась в 1891 году и изначально работала на газовом двигателе.
Первый оператор обанкротился в 1894 году, вероятно, в результате задержек в строительстве и перерасхода средств. Компания Hastings Passenger Lift взяла на себя управление и эксплуатировала линию до 1947 года, когда городской совет Гастингса купил ее. В 1971 году ее перевели на электрическую. В ознаменование столетнего юбилея железной дороги в 1991 году линия была полностью отремонтирована.

## Характеристики
Линия принадлежит и управляется Городским советом Гастингса и имеет следующие технические параметры:
- Длина: 500 футов (150 м)
- Перепад высот: 170 футов (52 м)
- Уклон: 33 %
- Вагоны: 2
- Вместимость: 16 пассажиров в один вагон
- Конфигурация: Две колеи
- Колея: 1829 мм (6 футов)
- Тяга: Электрическая